# Luís Recasens Siches
Luís Pedro Alejandro Recasens Siches foi um estudioso da Filosofia do Direito.

## Antes do Exílio
Nasceu na Cidade da Guatemala em 19 de junho de 1903. Filho dos espanhóis Pedro Recaséns Girol e Concepción Siches Gils. Aos dois anos de idade foi levado para a Espanha.
Entre 1908 e 1912, ele estudou em uma escola primária em Barcelona.
Em 1918, graduou-se em letras pelo Instituto Geral e Técnico de Barcelona.
Entre 1918 e 1924, fez o curso de licenciatura em Filosofia e Letras na Universidade de Barcelona.
Entre 1918 e 1924, fez o curso de licenciatura em Direito, também na Universidade de Barcelona.
Entre 1924 e 1925, fez o curso de doutorado na Faculdade de Direito da Universidade de Madri, com uma tese sobre a "Contribuição para a História da Filosofia Jurídica do Pensamento Católico", na qual abordou com especial consideração a obra do jesuíta Francisco Suárez.
Entre 1924 e 1925, também cursou disciplinas no doutorado da Faculdade de Filosofia da Universidade de Madri.
Entre junho e agosto de 1925, estudou Filosofia de Direito na Universidade de Roma, sob supervisão de Giorgio Del Vecchio.
Entre novembro 1925 e novembro de 1926, estudou na Universidade de Berlim, onde teve contato com Rudolf Stammler, Rudolf Smend, Heinrich Maier, Romano Guardini, Conrad Bornhak, Kurt Breysig, Bernard Grothuysen, Arthur Liebert, Friedrich Bruns, Hermann Heller, Wolfgang Köhler, Max Wertheimer, Alfred Vierkandt, Werner Sombart e Julius Binder. Desse período merecem destaque os estudos que fez sobre o pensamento de Kant.
Entre novembro 1926 e abril de 1927, estudou na Universidade de Viena, onde teve contato com Hans Kelsen, Fritz Schreier, Felix Kaufmann, Robert Reininger, Karl Bühler e Alfred Adler.
Em dezembro de 1927, foi nomeado professor de Filosofia do Direito na Universidade de Santiago de Compostela.
Em 1928, tornou-se membro da "Sociedad de Filosofía del Derecho de Berlín", da qual retirou-se em 1933.
Em outubro de 1929, a "Real Academia de Ciencias Morales y Políticas" reconheceu o mérito de suas obras: "La Filosofía del Derecho de Francisco Suárez", "Direcciones Contemporáneas del Pensamiento Jurídico", "La Filosofía del Diritto in Germania", "En torno al Subsuelo Filosófico de las Ideologías Políticas" e "El Actual Viraje del Socialismo Germánico".
Em fevereiro de 1930, foi nomeado professor de Filosofia do Direito na Universidade de Salamanca.
Em maio de 1930, foi nomeado professor de Filosofia do Direito na Universidade de Valladolid.
Em julho, de 1931, foi eleito deputado por Lugo, apoiado pela "Derecha Liberal Republicana" e a "Federación Gallega Republicana", mas a eleição foi anulada. Voltou a concorrer e a se eleger em agosto de 1931, apoiado pela "fracción política Republicano Progresista".
Em agosto de 1931, foi nomeado como primeiro vice-presidente do "Consejo Superior de Protección a la Infancia".
Em outubro de 1931, foi nomeado como "Vicepresidente del Tribunal de Apelación de los Tribunales Tutelares de Menores".
Em abril de 1932, foi nomeado professor de Filosofia do Direito na Universidade de Madri.
Em novembro de 1933, foi novamente eleito deputado por Lugo, apoiado pela "fracción política: Republicano Conservador", circunstância que não impediu a continuidade de sua atividade docente.
Em 1935, foi eleito vice-presidente do "Institut International de Philosophie du Droit et Sociologie Juridique", que tinha sede em Paris (França).
Em 21 de Fevereiro de 1936, foi nomeado subsecretário do Ministério da Indústria e Comércio, o que forçou a interrupção de suas atividades docentes até sua renuncia em setembro daquele ano, mas teve que novamente interromper suas atividades docentes, em decorrência da Guerra Civil Espanhola.

## No Exílio
Durante a Guerra Civil, mudou-se para Paris, onde trabalhou como advogado-consultor do Consulado Geral da República Espanhola. Durante esse período realizou pesquisas e trabalhou com o Instituto de Direito Comparado da Faculdade de Direito em Paris, com o Instituto de Sociologia da Faculdade de Artes de Paris e com o Instituto Internacional de Filosofia do Direito e Sociologia Jurídica.
Em maio de 1937, viajou para o México, para ensinar na Universidad Nacional Autónoma de México (UNAM).
Ele se tornou um integrante da "Casa da Espanha no México" (atualmente Colégio do México). Na UNAM, foi professor da "Escuela Nacional de Jurisprudencia" da "Facultad de Filosofía y Letras" e da "Escuela Nacional de Economía". Ensinou de Filosofia do Direito, de Teoria Geral do Estado e Sociologia.
Em 1939, tornou-se membro da "Academia Mexicana de Legislación y Jurisprudencia".
Em 1940, ensinou filosofia no "Instituto Hispano Mexicano Ruiz de Alarcón" e tornou-se membro do "Consejo Directivo de la Asociación Nacional de Abogados" e do "Instituto Argentino de Filosofía Jurídica y Social".
Colaborou com outras instituições acadêmicas no México e em diversos países, entre os quais: Cuba, Guatemala, El Salvador, Honduras, Chile, Peru, Porto Rico, Estados Unidos, Nicarágua, Costa Rica, Panamá, Argentina, Uruguai, Venezuela, Colômbia, Brasil, Alemanha, Portuga, França, Itália e Espanha.
Em 1948, trabalhou nos Estados Unidos, na Organização das Nações Unidas, como perito em filosofia do direito para a elaboração da Declaração Universal dos Direitos Humanos.
Em 1949, tornou-se membro da "Eastern Sociological Society" e da "American Sociological Association".
Entre 1949 e 1954, ensinou Filosofia do Direito, Filosofia Social, Metafísica, História do Pensamento Hispano-Americano, Ontologia Social e Filosofia Comparada na "New School for Social Research" (Nova Iorque), na Faculdade de Direito de Nova Iorque, na Faculdade de Direito da Universidade de Nova Orleãs, além de trabalhar como funcionário do Secretariado da Organização das Nações Unidas nas divisões de Direitos Humanos e Assistência Social.
Em dezembro de 1954, foi nomeado pesquisador em tempo integral no "Instituto de Investigaciones Filosóficas" da UNAM.
Em 1955, se naturalizou como cidadão mexicano.
Em 1956, tornou-se membro da "American Philosophical Association".
Em 1960, tornou-se membro da "American Society for Legal and Political Philosophy" e da "Academia de Investigación Científica de México".
Em 1965, tornou-se diretor do "Instituto Cultural Hispano-Mexicano".
Em 1966, tornou-se membro da tornou-se membro da "Academia de Ciencias y Artes de Puerto Rico"
Em 1967, tornou-se diretor da seção latino-americana da "International Vereinigung für Rechtsphilosophie".
Em 1970, tornou-se membro da seção mexicana da "International Law Association".
Em 1971, tornou-se membro da "Academia de Profesores de Filosofía del Derecho y Sociología de la Facultad de Derecho de la UNAM".

## Principais obras
- "El sistema filosófico-jurídico expuesto por Platón en su "República", Barcelona, 1920.

- "Concepto lógico-genérico de Derecho. La nota de coactividad", Revista General de Legislación y Jurisprudencia, Editorial Reus, 1924.

- "El profesor don Mario Sáenz en Madrid, Discurso pronunciado en la Universidad de Madrid", Revista Jurídica y de Ciencias Sociales, Año LXII, abril-Junho de 1925, Talleres Gráficos Caracciolo y Plantié, Buenos Aires, 1925.

- "Il concetto di diritto subiettivo innanzi alla filosofia giuridica", Estratto dalla Rivista Internazionale di Filosofia del Diritto, A. VI, Fasc. IV, Roma, Arti Grafiche Ugo Pinnaró, 1926.

- "La filosofía del derecho de Francisco Suárez. Con un estudio previo sobre sus antecedentes en la Patrística y Escolástica", Madri, Librería General de Victoriano Suárez, 1927.

- "El actual viraje del socialismo germánico", Madri, Talleres Gráficos de E. Giménez, 1928.

- "En torno al subsuelo filosófico de las ideologías políticas", Biblioteca de la Revista General de Legislación y Jurisprudencia, Volume XXXIX, Madri, Editorial Reus, 1928.

- "La filosofia del diritto in Germania. Suo stato alla fine del primo quarto del secolo XX", Estratto dalla Rivista Internazionale di Filosofia del Diritto, Ano VIII, Fasc. I, Roma, 1928.

- "Direcciones contemporáneas del pensamiento jurídico (La filosofía del Derecho en el siglo XX)", Biblioteca de iniciación cultural, Colección labor, Seção VIII, Ciencias Jurídicas, número 198, Barcelona-Buenos Aires, Editorial Labor, 1929.

- "El sentimiento y la idea de lo justo. Psicologismo y objetivismo en la Filosofía del Derecho", Conferência, Madri, Centro de Intercambio Intelectual Germano-Español, 1929.

- "Estudios de Filosofía del Derecho Internacional. La unidad de la construcción jurídica y el primado del Derecho Internacional", Barcelona, Miscellanea Patxot, 1930.

- "El poder constituyente. Su teoría aplicada al momento español", Madri, Javier Morata Editor, 1931.

- "Estado y Derecho. El problema acerca de si son distintos o bien una sola e idéntica entidad", extraído de "Studi filosofico giuridici dedicati al profesor Giorgio del Vecchio", Modena, 1931.

- "Las teorías políticas de Francisco de Vitoria. Con un estudio sobre el desarrollo de la idea del contrato social", Madri, Sucesores de Rivadeneyra, 1931.

- "Assunto e prospettiva della filosofia del diritto", extraído da "Rivista Internazionale di Filosofia del Diritto", Ano XIV, Fasc. III-IV-V, Roma, 1934.

- "Los temas de la filosofía del Derecho. En perspectiva histórica y visión de futuro", Barcelona, Editorial Bosch, 1934.

- "Estudios de Filosofía del Derecho", Barcelona, Editorial Bosch, 1936.

- "Axiología jurídica: Bases para la estimativa jurídica", Havana, 1939.

- "Vida humana, sociedad y derecho. Fundamentación de la Filosofía del Derecho", México, La Casa de España en México, 1939.

- "La Filosofía del Derecho en el siglo XX", México, El Nacional, 1941.

- "Libertad y planificación (El tema central de nuestra época)", Cuadernos americanos, número 4, México, julho-agosto de 1942.

- "Lecciones de sociología", México, Porrúa, 1948.

- "Nueva filosofía de la interpretación del derecho", México, Fondo de Cultura Económica, 1956.

- "Tratado general de sociología", México, Porrúa, 1956.

- "Tratado general de filosofía del derecho", México, Porrúa, 1959.

- "Panorama del pensamiento jurídico en el siglo XX", México, Porrúa, 1963.

- "El pensamiento jurídico anglosajón y el europeo", Madri, Instituto de Derecho Comparado, Universidade de Madri, 1965.

- "Introducción al Estudio del Derecho", México, Porrúa, 1970.

- "Iusnaturalismos actuales comparados", Cursilho dado na Faculdade de Direito da Universidade de Madri em dezembro de 1969, Universidad de Madrid, Facultad de Derecho, Sección de Publicaciones e Intercambio, 1970.

- "Experiencia jurídica, naturaleza de la cosa y lógica "razonable", México", Fondo de Cultura económica, Universidad Nacional Autónoma de México, 1971.

- "La naturaleza del pensamiento jurídico", Madri, Reus, 1971.

- "Antología. 1922-1974", México, Fondo de Cultura Económica, 1976.[1]

## Defesa da lógica do razoável
Segundo Luís Recasens Siches, a lógica do razoável é uma forma de interpretação que procura evitar a quebra dos valores defendidos pelo Direito, isso porque busca o justo e o razoável, levando em consideração as características sociais, econômicas e legais do problema posto em discussão.
Nessa perspectiva a aplicação do direito, deve ser consistente e afastar o resultado injusto sob pena de extrapolar o campo da lógica formal.
A lógica formal teria o condão de manter a interpretação jurídica dentro das suas possibilidades exegéticas, mas sustenta a substituição da lógica formal por outra que seria mais justa ou adequada ao caso concreto. Por isso sustenta a "lógica do razoável", que seria outra forma de pensar a lei que não através da lógica dedutiva formal.
Em defesa da lógica do razoável, demonstra o fracasso do racional e a necessidade do razoável na interpretação do Direito. Isso porque, como a lógica tradicional não possui elementos valorativos, seria insuficiente para a aplicação do Direito, portanto, a lógica do razoável, consideraria razões diferentes da racionalidade de tipo matemático. Esse autor sustenta que há implicações generalizantes dentro da lógica da lei que não existem dentro da lógica tradicional.
Nessa perspectiva, o Direito, enquanto Ciência, e a Filosofia do Direito deveriam funcionar com valores universais, de modo que o magistrado buscasse mais a justiça do que a interpretação hermenêutica, de modo que a prestação jurisdicional do juiz se coadunaria com a própria intenção do legislador.
Segundo esse filósofo do direito, a razão não se exaure dentro da racionalidade, pois há outras formas de compreensão (logos); e a razoabilidade é uma delas. Portanto, a lógica do razoável está impregnada por valorações (critérios axiológicos), sendo tal propriedade valorativa totalmente estranha à lógica formal ou qualquer teoria da inferência, consistindo em uma das particularidades que diferenciam a lógica do razoável da lógica matemática. Desse modo, a lógica do razoável possibilita justificar a decisão com critérios de valor, pautas axiológicas e estimativa do alcance da sentença.
Segundo Recasens Siches, não há sentido em tratar as normas de Direito positivo desconectadas das circunstâncias em que se originaram e das situações para as quais foram destinadas.

## Vida pessoal
Casou-se com a espanhola Juana María Casielles Pañeda, de quem divorciou-se sem ter filhos. Em 1943, casou-se com a mexicana Martha Díaz de León Hernández, de quem também divorciou-se. Do seu segundo casamento nasceram dois filhos.
Morreu dia 04 de julho de 1977, na Cidade do México.
Sei testamento destinou sua biblioteca particular ao Instituto Cultural Hispano Mexicano, que, em 1995, foi doada ao Instituto de Investigações Jurídicas da Universidad Nacional Autónoma de México (UNAM).